# آندریا رودریگز
آندریا رودریگز (انگلیسی: Andrea Rodrigues؛ زادهٔ ۶ ژانویهٔ ۱۹۹۰) بازیکن فوتبال اهل ایالات متحده آمریکا است.

وی همچنین در تیم‌های ملی فوتبال Brazil women's national under-20 football team و زنان پرتغال بازی کرده‌است.